# شعب (النادرة)

تعديل مصدري - تعديل

شعب هي إحدى قرى عزلة مالك بمديرية النادرة التابعة لمحافظة إب، بلغ تعداد سكانها 28200 نسمة حسب تعداد اليمن لعام 2004.
سميت قرية شعب بسبب سكانها الشعبيون 
هي من اقوا القرى في التاريخ 
وسكانها الشعبي  من همدان 
هي من قاومت الحوثي و ذبحوا من الحوثي 100000 
ولم يستطع الحوثي هزيمتهم الا بالغدر 
قصة الحرب بين رجال الشعبي و الحوثي 
وكان قائد  الشعبي احمد علي صالح الشعبي 
كان حكيم و شجاع 